# Lực Hành
Lực Hành là một xã thuộc tỉnh Tuyên Quang, Việt Nam.
Xã có diện tích 25,32 km², dân số năm 1999 là 2827 người, mật độ dân số đạt 112 người/km².
Xã bao gồm các xóm Đồng Mán, Làng Quài, Đồng Nghiêm, Đồng Vàng, Khuân Lù, Đồng Ngọc, Làng Trà, Làng Ngoài 1, Làng Ngoài 2, Xóm Bến, Minh Khai và Đồng Rôm.

## Địa Lý
Lực Hành giáp với các xã Yên Nguyên về phía bắc, phía Nam giáp với các xã Xuân Vân, Phúc Ninh, phía tây giáp xã Chiêu Yên, phía Đông và Đông Bắc giáp xã Quý Quân.
Sông Gâm chảy qua địa bàn xã ở vùng danh giới giữa xóm Xóm Bến và xóm Cánh Vần xã Xuân Vân.

## Nhân khẩu
Người Kinh, Tày và Dao là ba dân tộc chiếm phần lớn.
Người kinh có gốc từ Hà Nội di cư lên xã theo cuộc vận động khai hoang của nhà nước từ những năm 1980. Trong khi đó, theo người dân nơi đây, từ rất lâu về trước những người di cư từ Nam Định đã mang kĩ thuật trồng cây dong và đậu tương lên địa phương và định cư lâu dài.

## Kinh tế
Kinh tế xã chủ yếu là nông nghiệp, Cây Dong riềng được trồng nhiều ở các xóm trong là Đồng Mán, Làng Quài, Đồng Nghiêm,.... Minh Khai khá nổi tiếng về trồng cây ăn quả, đặc biệt là Na. Cây lúa là cây lương thực chính, nhưng những năm gần đây, diện tích trồng lúa đang giảm dần, người dân đang chuyển hướng sang trồng các loại cây ăn quả có năng suất cao hơn như bưởi, cam, dưa hấu, Thanh long,...
Lâm nghiệp cũng đóng góp lớn vào kinh tế xã.
Chế biến bột dong làm miến là loại hình công nghiệp chính. Ngoài ra, trên địa bàn xã còn có xưởng làm gỗ ép, khai thác đá ở xóm Làng Ngoài 1, chế biến măng khô ở xóm Làng Quài, làm miến ở Khuân Lù,... Nhưng quy mô các xưởng chế biến đều rất nhỏ lẻ, theo hộ gia đình.
Về thương mại, ngoài việc giao thương hàng hóa trong xã và các xã lân cận như Quý Quân, Phúc Ninh, Chiêu Yên, Xuân Vân. Các loại cây ăn quả như na, bưởi được các thương lái trở đi buôn bán ở Hà Nội. Xã cũng là nơi cung cấp nguồn bột dong riềng làm miến đến các tỉnh Nam Định, Ninh Bình, Hà Nội,....
Jl

## Văn hoa- thể thao
Vào mùa xuân, nhiều hoạt động vui chơi của người dân tộc Tày, Dao như đánh bàm,yểng, ném còn,.... trở thành dịp vui chơi đặc sắc của người dân trong xã.
Đại hộ thể dục thể thao xã thường được tổ chức vào ngày 27/3 hằng năm với nhiều môn thể thao như chạy, bóng chuyền, bóng đá, bắn cung,...là dịp để người dân xã giao lưu, rèn luyện sức khỏe.
Ngoài ra, những dịp lễ như 8/3, 30/4 mùng 1/5, 27/7 xã cũng là đại điểm tổ chức và thu hút được nhiều vận động viên từ các xã lân cận đến tham dự các môn bóng chuyền, cầu lông hay bóng đá.
Giống như các xã khác trong địa bàn tỉnh, trung thu ở Lực Hành là ngày mà những đứa con của xã luôn muốn trở về. Đây là một dịp lễ đặc biệt của Tuyên Quang.